# نظریه جنگ مشروع

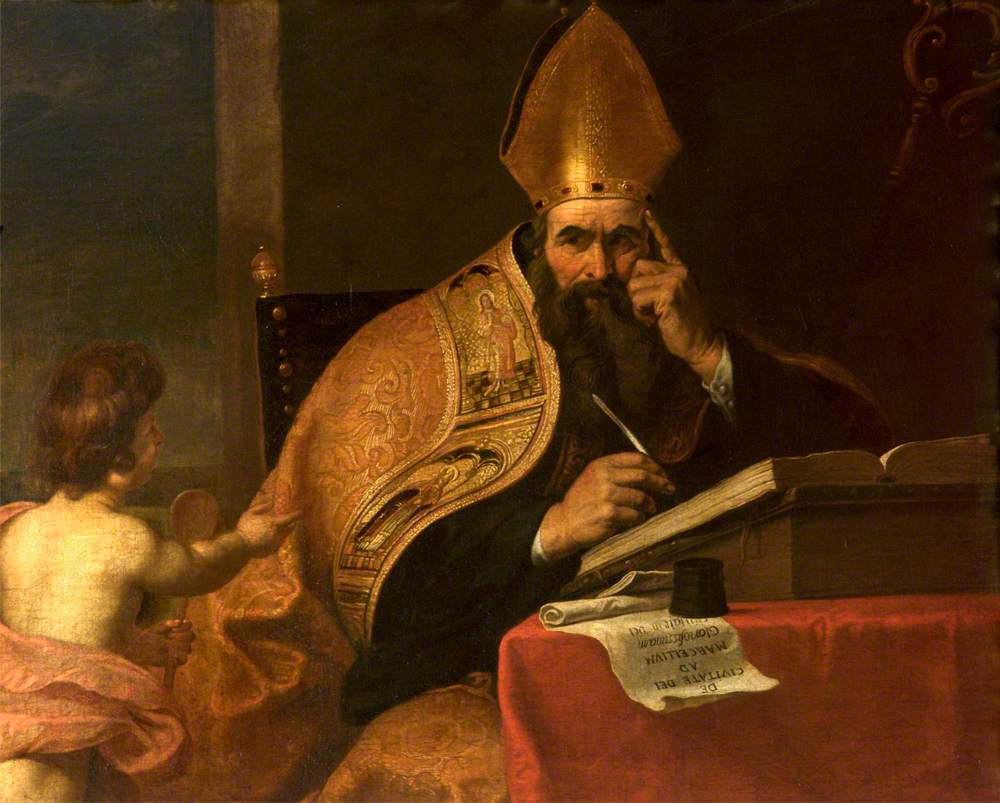
سنت آگوستین نخستین مدافع واضح نظریهٔ جنگ مشروع بود.

نظریه جنگ مشروع یا نظریه جنگ عادلانه (به لاتین: Doctrine bellum iustum) یک دکترین قرون وسطایی و متضمن جنبه‌های فلسفی، اخلاقی و نظریات کلیسای کاتولیک رومی است. نظریهٔ جنگ مشروع که ریشه در آموزه‌های مسیح دارد توسط بسیاری از علمای دینی و فیلسوفان مغرب زمین مورد نقد و بررسی قرار گرفت. در دیدگاه طرفداران نظریهٔ جنگ عادلانه، جنگ تحت شرایطی جایز و مشروع است و کشور زیان دیده که حق مشروعِ دفاع یا تعقیب را دارد می‌تواند به جنگ متوسل شود. هم‌چنین طرفداران این نظریه معتقدند که می‌توان خشونت و درگیری‌ها را از طریق معیارهای فلسفی، مذهبی و سیاسی تحت نظم و قاعده درآورد. برخلاف دوران باستان که جنگ یک امر طبیعی در روابط بین‌المللی تلقی می‌شد این نظریه توانست تا حدودی کاربرد زور در روابط بین‌المللی را محدود و قواعد مربوط به آن را تنظیم کند.

## تاریخچه
مفهوم جنگ مشروع اول بار در یکی از کتاب‌های حماسی هند، مهابارات مطرح گردید اما پیداش و ابداع آن به دوران جمهوری روم برمی گردد. اولین بار رومیان بودند که جنگ عادلانه یا مشروع (به لاتین: guerre juste) را در برابر جنگ نامشروع (به لاتین: guerre injuste) به کار بردند. از دیدگاه رومیان جنگ مشروع، جنگی بود که آغاز کنندهٔ آن روم باشد و با انجام مراسمی که در آن خدایگان به شهادت گرفته می‌شوند همراه باشد. هر چند سابقهٔ استناد به این نظریه به عنوان یک مفهوم مستقل به دوران سیسرون می‌رسد اما تبیین و گسترش این نظریه مدیون اندیشه‌های آگوستین و توماس آکویناس است. در نظر آگوستین که اولین نظریه‌پردازی بود که به جنگ مشروع جنبه الهی داد و آن را از دریچهٔ مذهب نگریست، جنگ در صورتی مشروع است که دو ویژگی در آن مستتر باشد: «اقدام کننده محق به جنگ باشد و جنگ به امر خاص خداوند باشد.»

نظریه جنگ مشروع که در ابتدا جوهرهٔ مذهبی به خود گرفته بود و به عنوان یک تکلیف الهی و برای حفظ دین معرفی گردید در دیگر ادیان الهی مانند مسیحیت، یهود و اسلام به سرعت مطرح و پذیرفته گردید. در ابتدای امر جامعهٔ مسیحیت توسل به هر نوع جنگ را مغایر با آموزه‌های دین مسیح می دانست و آن را ممنوع می‌شمارد اما کم‌کم علما، اخلاق گرایان و سردمداران کلیسا به این باور رسیدند که هر چند جنگ به خودی خود پدیده‌ای مذموم است اما دولت‌ها می‌توانند برای تأمین منافع و مصالح خود از زور استفاده برند. از دید کاتولیک ها تنها جنگی مشروع است که طبق فرمان کلیسا آغاز شود. آن‌ها برای توجیه اخلاقی جنگ‌های صلیبی در قرون وسطی به حربهٔ جنگ مشروع متوسل شدند. در دیدگاه اسلام هم جنگ مشروع جنگی است که در برابر تجاوز و برای نجات ملل دیگر از ظلم و ستم باشد.
بیش تر نظریه‌پردازان و طرفداران جنگ مشروع بر دارا بودن ۴ ویژگی ذیل به عنوان معیاری برای مشروع یا عادلانه بودند جنگ اتفاق نظر دارند:
- هدف جنگ مشروع و اخلاقی باشد؛
- آغاز و هدایت آن به وسیلهٔ یک مرجع قانونی (مانند حاکم) باشد؛
- احتمال به دست آوردن موفقیت در جنگ وجود داشته باشد؛
- به کارگیری جنگ نه تنها نباید دشمنی و بی‌نظمی شدیدتری را ایجاد نماید بلکه بر عکس باید سبب خیر، منفعت و برقراری مجدد عدالت شود.

از دیگر اندیشمندانی که در خصوص این نظریه مطالعات فراوانی انجام دادند و تأثیراتی در مفهوم آن ایجاد کردند می‌توان به آمبرواز، سوآرز، ساموئل پوفندرف، هوگو گروسیوس، توماس داکن، واتل و توماس هابز اشاره کرد. با ظهور عصر جدید [از آغاز قرن ۱۶ تا آغاز قرن ۱۹]، دکترین قرون وسطایی جنگ مشروع، جنبهٔ مذهبی خود را از دست داد و جنگ برای کشورها به مثابهٔ یک حق پادشاهی و هر زمان که منافع ایجاب کند مطرح گردید.